# William Alexander McArthur
Pour les articles homonymes, voir McArthur.
William Alexander McArthur (1857 - 7 juin 1923), est un homme politique et homme d'affaires libéral britannique.

## Biographie
McArthur est né à Sydney, en Australie, le fils aîné d'Alexander McArthur (en) et de sa femme Maria Bowden, la deuxième fille du révérend William B. Boyce . Le père de McArthur est un homme d'affaires et homme politique en Australie et en Angleterre, devenant député de Leicester . McArthur fait ses études en privé. 
Le 12 août 1890 à l'église Trinity Wesleyan, Abingdon-on-Thames, Berkshire, il épouse Florence Creemer (décédée le 24 octobre 1940), la troisième fille de John Creemer Clarke de Wayste Court, Abingdon, et le couple a un fils et deux filles,,. 
Il travaille comme marchand avec son père et est devenu associé dans la firme W. et A. McArthur, Colonial Merchants. Il est administrateur de la Bank of Australasia. Il est Mas Commr. pour la Nouvelle-Galles du Sud à l'exposition coloniale et indienne en 1886. 
Il est élu au Parlement pour Buckrose lors de l'élection générale de 1886, avec une majorité d'une seule voix, mais a été invalidé et le siège a été attribué au candidat conservateur, Christopher Sykes. Il est entré au Parlement pour St Austell lors d'une élection partielle de 1887, siège qu'il occupe jusqu'en 1908. McArthur sert dans les administrations libérales de William Ewart Gladstone et du comte de Rosebery en tant que Lords du Trésor junior de 1892 à 1895. 
Il décède le 7 juin 1923 dans un hôpital privé de Sydney, à l'âge de 66 ans, et est enterré le 8 juin au cimetière South Head. 